# Viterboi Gottfried
Viterboi Gottfried (latinul: Godefridus Viterbiensis), (1125 körül – 1192 körül) középkori német történetíró.
Szász családból származott, és Bamberg városában folytatott tanulmányokat. 1169-ben édesapja családjával együtt Viterbóba költözött, ahol III. Konrád német királytól nagy birtokot kapott hűbérül. Gottfried több latin nyelvű művet írt; ilyen például a be nem fejezett Speculum Regum című költemény; a prózában és versben vegyesen írt Memoria Seculorum című történeti munka, valamint a Gesta Friderici et Heinrici VI.. Összes műve a Monumenta Germaniae Historica sorozat 22. kötetében jelent meg.